# Glacier Hewitt
Pour les articles homonymes, voir Hewitt.
 (octobre 2015).
Le glacier Hewitt est un glacier de 28 km de long descendant les pentes orientales du chaînon Holland (en) en Antarctique, entre Lewis Ridge (en) et le mont Tripp (en) à l'entrée de l'anse Richards (en). Il a été nommé par la New Zealand Geological Survey Antarctic Expedition (1959-1960) pour Leonard R. Hewitt, chef à la base antarctique Scott en 1959.